# 컴투스 프로야구 시리즈
컴투스프로야구 시리즈는 대한민국의 게임 제작사 컴투스에서 제작된 프로야구 모바일 게임 시리즈들을 일컫는다. 2004년부터2024까지 신작이 나오는 야구 게임이다.

## 특징
야구를 주제로 만든 야구 게임답게 야구에 관한 배경이 주무대이고 야구에 대한 그래픽과 연출을 중점적으로 두고 있다. 초기 단계인 컴투스 프로야구  2004는 단순히 구단과 구단간의 게임과 시즌 모드만 가능했으나 컴투스 프로야구 2005부턴 주자의 도루 기능과 포수의 도루 저지 기능도 추가되었고 컴투스 프로야구 2006부터는 투수의 주자 견제구 기능도 추가되었다. 
컴투스 프로야구 2010부터는 프로야구의 시즌 관리와 일정까지도 확인할 수가 있게 되었으며 또한 KBO 실제 프로야구 야구단들과 실제 프로야구 야구장이 나오게 되었다. 컴투스 프로야구 2015부터는 현재의 컴투스 프로야구와 유사하게 FA 모드, 대전 모드 등도 추가되었고 타자들의 장비와 아이템을 착용하는 시스템과 더불어 시즌 모드든 19경기(포스트시즌), 36경기, 72경기, 144경기까지 할 수가 있도록 하는 기능과 게임시 해설이(강성철, 장성호) 추가되었고, 타자와 투수가 기록들을 세우면 보상을 주는 기능까지 추가되었다. 
컴투스 프로야구 2018의 후반부부터는 타자의 기록표와 투수의 기록표를 시즌 모드의 타석과 마운드에서 확인을 할 수가 있는 기능도 추가되었다. 자매품으로는 MLB 9 이닝스도 있으며 게임을 지속적으로 업그레이드를 해주고 게임의 요소에 대한 재미도 추가가 되었기에 그만큼 사람들의 인기를 얻는 모바일 야구 게임 중에 하나이다.

## 같이 보기
- 컴투스
- 스포츠 게임
- 야구